# 好きにならずにいられない
「好きにならずにいられない」（Can't Help Falling in Love）は、エルヴィス・プレスリーの楽曲である。1961年にシングルとして発売され、Billboard Hot 100では最高位2位、全英シングルチャートでは第1位を獲得。作詞作曲はヒューゴ・ペレッティ、ルイージ・クレイトアー、ジョージ・ワイスの3人。曲のメロディは、ジャン・ポール・マルティーニの歌曲「愛の喜びは」が元になっている。
1961年に公開されたプレスリーの主演映画『ブルー・ハワイ』で使用され、同作のサウンドトラックにも収録された。『ローリング・ストーン』誌のオールタイム・グレイテスト・ソング500（2004年版）では第403位にランクイン。後年、UB40やA★TEENSなど多数のアーティストによってカバーされた。

## 背景・リリース
「好きにならずにいられない」は、映画『ブルー・ハワイ』のために書かれた楽曲。ジャン・ポール・マルティーニの歌曲「愛の喜びは」が元に作曲された。プレスリーは、1961年3月23日にハリウッドにあるラジオ・レコーダーズで「好きにならずにいられない」のレコーディングを行なった。曲にハワイアン・ミュージックの要素を取り入れるために、アルヴィノ・レイはスティール・ギター、フレッド・タヴァレスとバーニー・ルイスはウクレレを演奏した。ボーカルの録音は、29テイクをかけて行なわれた。レコーディングの途中で、プレスリーは「Aw, shiiiiiiiit!（ちくしょう）」と叫んでおり、この様子は1982年に発売された海賊盤『エルヴィス・グレイテスト・シット』で確認できる。
1961年秋に公開されたプレスリーの主演映画『ブルー・ハワイ』の劇中歌として発表され、主題歌の「ブルー・ハワイ」を超える評判をとったことからシングル・カットされた。全英シングルチャートでは4週連続で第1位を獲得。アメリカでは、『ビルボード』誌のHot 100では最高位2位、同誌のイージー・リスニング・チャートでは6週連続で第1位を獲得。1960年代後期から1970年代に行なわれたプレスリーのライブにおいて、クロージング・ナンバーとして披露されていた。
2015年にプレスリーの生誕80周年を記念して発売された『イフ・アイ・キャン・ドリーム : エルヴィス・プレスリー・ウィズ・ロイヤル・フィルハーモニー管弦楽団』には、ロイヤル・フィルハーモニー管弦楽団によって録りおろされたオーケストラ演奏に、プレスリーのボーカルがフィーチャーされた音源が収録された。
1960年代以降、本作はハダースフィールド・タウンFC、ハル・シティAFC、スウィンドン・タウンFC、サンダーランドなどイギリスのサッカークラブチームによってアンセムとして使用されている。また、Jリーグではアルビレックス新潟のサポーターが選手入場の際に本作を合唱するのが伝統となっている。
2020年のOnBuyの世論調査「最も人気のあるファーストダンスの曲」で、本作が第1位となっている。

## シングル盤収録曲（エルヴィス・プレスリー版）
| #         | タイトル                                                 | 作詞・作曲                                                                                          | 時間 |
| --------- | -------------------------------------------------------- | --------------------------------------------------------------------------------------------------- | ---- |
| A.        | 「好きにならずにいられない」(Can't Help Falling in Love) | ヒューゴ・ペレッティ （ 英語版 ） ルイージ・クレイトアー （ 英語版 ） ジョージ・ワイス （ 英語版 ） | 2:59 |
| B.        | 「ロカ・フラ・ベイビー」(Rock-A-Hula Baby)               | ベン・ワイズマン （ 英語版 ） フレッド・ワイズ （ 英語版 ） ドロレス・フラー （ 英語版 ）           | 1:58 |
| 合計時間: | 合計時間:                                                | 合計時間:                                                                                           | 4:57 |

## クレジット
※出典
- エルヴィス・プレスリー - ボーカル
- スコティ・ムーア、ハンク・ガーランド（英語版） - ギター
- ボブ・ムーア（英語版） - ベース
- フロイド・クレーマー（英語版） - キーボード
- ダドリー・ブルックス（英語版） - ピアノ、チェレスタ
- ブーツ・ランドルフ - サクソフォーン
- ジョージ・フィールズ - ハーモニカ
- D・J・フォンタナ、ハル・ブレイン、バーニー・マティソン - ドラム
- アルヴィノ・レイ（英語版） - スティール・ギター
- フレッド・タヴァレス、バーニー・ルイス - ウクレレ
- ジョーダネアーズ（英語版） - バッキング・ボーカル

## チャート成績（エルヴィス・プレスリー版）

### 週間チャート（エルヴィス・プレスリー版）
| チャート (1961年 - 1962年)          | 最高位 |
| ----------------------------------- | ------ |
| ベルギー (Ultratop 50 Wallonia)     | 20     |
| カナダ (CHUM Hit Parade)            | 4      |
| アイルランド (IRMA)                 | 11     |
| イタリア (Musica e Dischi)          | 11     |
| ニュージーランド (Lever Hit Parade) | 2      |
| UK シングルス (OCC)                 | 1      |
| US Billboard Hot 100                | 2      |
| US Easy Listening (Billboard)       | 1      |
| US Cash Box Top 100 Singles         | 4      |
| 西ドイツ (Media Control Charts)     | 22     |

| チャート (2022年)                           | 最高位 |
| ------------------------------------------- | ------ |
| ハンガリー (Single Top 40)                  | 40     |
| US Hot Rock & Alternative Songs (Billboard) | 11     |

### 年間チャート（エルヴィス・プレスリー版）
| チャート (1962年)                    | 最高位 |
| ------------------------------------ | ------ |
| 南アフリカ (Springbok)               | 5      |
| UK Singles (Official Charts Company) | 6      |
| US Billboard Hot 100                 | 57     |
| US Cash Box Top 100 Singles          | 28     |

## 認定（エルヴィス・プレスリー版）
| 国/地域                                                       | 認定     | 認定/売上数 |
| ------------------------------------------------------------- | -------- | ----------- |
| デンマーク (IFPI Danmark)                                     | Gold     | 45,000      |
| イタリア (FIMI)                                               | Gold     | 25,000      |
| イギリス (BPI)                                                | Platinum | 600,000     |
| アメリカ合衆国 (RIAA)                                         | Platinum | 1,000,000^  |
| ^ 認定のみに基づく出荷枚数 · 認定のみに基づく売上数と再生回数 |          |             |

## UB40によるカバー
UB40によるカバー・バージョンは、1993年5月10日にヴァージン・レコードからシングルとして発売された。このカバー・バージョンは、アメリカのBillboard Hot 100をはじめとした11か国のシングルチャートで第1位を獲得した（詳細は後述を参照）。同年7月27日にアルバム『好きにならずにいられない』が発売され、「好きにならずにいられない」は「レゲエ・ミュージック」と「ナウ・アンド・ゼン」の間の7曲目に収録された。
1993年に公開された映画『硝子の塔』でサウンドトラックとして使用され、同作のサウンドトラック・アルバムにも収録された。なお、UB40の「好きにならずにいられない」の原題は、シングル盤では「(I Can't Help) Falling in Love with You」となっているが、『硝子の塔〜オリジナル・サウンド・トラック〜』では原曲と同じ「Can't Help Falling in Love」となっている。

### 評価
『オールミュージック』のデヴィッド・ジェフリーズは、アルバム『Greatest Hits』のレビューで、本作についてUB40の「非常に優雅で、飲み込みやすい」という側面を表現していると評した。『ビルボード』誌のラリー・フリックは、「イギリスのダンスホール・スターたちは、シャロン・ストーンの最新映画『硝子の塔』のサウンドトラックからの第1弾シングルで、エルヴィス・プレスリーの思い出に浸る」「島のビートやラジオを意識したファンクに手を出したやわらかなミッドテンポの曲。派手なホーンは衝撃的ながら、最終的にアレンジ上で愉快な要素となっている」と評した。汎ヨーロッパの雑誌『Music & Media』は、UB40によるカバー・バージョンを「輝き続ける太陽のようなレゲエのリメイク」と見なしている。

### シングル収録曲（UB40版）
| #         | タイトル                                                              | 作詞・作曲                                                                                          | 時間 |
| --------- | --------------------------------------------------------------------- | --------------------------------------------------------------------------------------------------- | ---- |
| 1.        | 「好きにならずにいられない」((I Can't Help) Falling in Love with You) | ヒューゴ・ペレッティ （ 英語版 ） ルイージ・クレイトアー （ 英語版 ） ジョージ・ワイス （ 英語版 ） | 3:24 |
| 2.        | 「ジャングル・ラヴ」(Jungle Love)                                     | UB40                                                                                                | 5:09 |
| 合計時間: | 合計時間:                                                             | 合計時間:                                                                                           | 8:33 |

| #         | タイトル | 作詞・作曲                                                   | 時間  |
| --------- | --- | ------------------------------------------------------------ | ----- |
| 1.        | 「好きにならずにいられない (エクステンデッド・ミックス)」((I Can't Help) Falling in Love with You (Extended Mix)) | ヒューゴ・ペレッティ ルイージ・クレイトアー ジョージ・ワイス | 6:03  |
| 2.        | 「ジャングル・ラヴ」(Jungle Love)                                                                                 | UB40                                                         | 5:09  |
| 3.        | 「好きにならずにいられない」((I Can't Help) Falling in Love with You)                                             | ヒューゴ・ペレッティ ルイージ・クレイトアー ジョージ・ワイス | 3:23  |
| 合計時間: | 合計時間: | 合計時間:                                                    | 14:35 |

| #         | タイトル | 作詞・作曲                                                   | 時間  |
| --------- | --- | ------------------------------------------------------------ | ----- |
| 1.        | 「好きにならずにいられない」((I Can't Help) Falling in Love with You)                                             | ヒューゴ・ペレッティ ルイージ・クレイトアー ジョージ・ワイス | 3:23  |
| 2.        | 「ジャングル・ラヴ」(Jungle Love)                                                                                 | UB40                                                         | 5:09  |
| 3.        | 「好きにならずにいられない (エクステンデッド・ミックス)」((I Can't Help) Falling in Love with You (Extended Mix)) | ヒューゴ・ペレッティ ルイージ・クレイトアー ジョージ・ワイス | 6:03  |
| 合計時間: | 合計時間: | 合計時間:                                                    | 14:35 |

### チャート成績（UB40版）

#### 週間チャート（UB40版）
| チャート (1993年)                       | 最高位 |
| --------------------------------------- | ------ |
| オーストラリア (ARIA)                   | 1      |
| オーストリア (Ö3 Austria Top 40)        | 1      |
| ベルギー (Ultratop 50 Flanders)         | 1      |
| Canada Top Singles (RPM)                | 1      |
| Canada Adult Contemporary (RPM)         | 6      |
| デンマーク (IFPI)                       | 1      |
| ヨーロッパ (Eurochart Hot 100)          | 1      |
| フィンランド (Suomen virallinen lista)  | 1      |
| フランス (SNEP)                         | 5      |
| ドイツ (GfK Entertainment charts)       | 2      |
| アイスランド (Íslenski Listinn Topp 40) | 1      |
| アイルランド (IRMA)                     | 2      |
| イタリア (Musica e dischi)              | 9      |
| 日本 (オリコン洋楽シングルランキング)   | 1      |
| オランダ (Dutch Top 40)                 | 1      |
| オランダ (Single Top 100)               | 1      |
| ニュージーランド (Recorded Music NZ)    | 1      |
| ノルウェー (VG-lista)                   | 4      |
| スペイン (AFYVE)                        | 3      |
| スウェーデン (Sverigetopplistan)        | 1      |
| スイス (Schweizer Hitparade)            | 1      |
| UK シングルス (OCC)                     | 1      |
| US Billboard Hot 100                    | 1      |
| US Adult Contemporary (Billboard)       | 11     |
| US Pop Airplay (Billboard)              | 1      |
| US Modern Rock Tracks (Billboard)       | 11     |
| US Rhythmic Airplay (Billboard)         | 5      |

#### 年間チャート（UB40版）
| チャート (1993年)                       | 順位 |
| --------------------------------------- | ---- |
| オーストラリア (ARIA)                   | 5    |
| オーストリア (Ö3 Austria Top 40)        | 5    |
| ベルギー (Ultratop)                     | 10   |
| Canada Top Singles (RPM)                | 6    |
| Canada Adult Contemporary (RPM)         | 38   |
| ヨーロッパ (Eurochart Hot 100)          | 8    |
| アイスランド (Íslenski Listinn Topp 40) | 26   |
| オランダ (Dutch Top 40)                 | 5    |
| オランダ (Single Top 100)               | 8    |
| ニュージーランド (Recorded Music NZ)    | 1    |
| スイス (Schweizer Hitparade)            | 6    |
| UK Singles (Official Charts Company)    | 2    |
| US Billboard Hot 100                    | 2    |
| US Adult Contemporary (Billboard)       | 2    |

#### 年代末チャート（UB40版）
| チャート (1990年 - 1999年) | 順位 |
| -------------------------- | ---- |
| カナダ (Nielsen Soundscan) | 20   |
| US Billboard Hot 100       | 22   |

#### オールタイム・チャート（UB40版）
| チャート (1958年 - 2018年) | 順位 |
| -------------------------- | ---- |
| US Billboard Hot 100       | 332  |

### 認定（UB40版）
| 国/地域                                             | 認定        | 認定/売上数 |
| --------------------------------------------------- | ----------- | ----------- |
| オーストラリア (ARIA)                               | 2× Platinum | 140,000^    |
| オーストリア (IFPI Austria)                         | Gold        | 25,000*     |
| フランス (SNEP)                                     | Silver      | 125,000*    |
| ドイツ (BVMI)                                       | Platinum    | 500,000^    |
| ニュージーランド (RMNZ)                             | Platinum    | 10,000*     |
| イギリス (BPI)                                      | Platinum    | 606,000     |
| アメリカ合衆国 (RIAA)                               | Platinum    | 1,300,000   |
| * 認定のみに基づく売上数 ^ 認定のみに基づく出荷枚数 |             |             |

## A★TEENSによるカバー
A★TEENSによるカバー・バージョンは、2002年6月13日に同グループ初のシングルとして発売された。このカバー・バージョンは、スウェーデンのシングルチャート「Hitlistan」で最高位12位を記録。同年6月17日にアルバム『Pop 'Til You Drop!』が収録され、本作も収録された。
A★TEENSによるカバー・バージョンは、2002年に公開されたアニメ映画『リロ&スティッチ』で使用され、同作のサウンドトラック・アルバムにも収録されている。ミュージック・ビデオはグレゴリー・ダークが監督を務め、カリフォルニア州サンタクラリタで撮影された。

### シングル収録曲（A★TEENS版）
| #         | タイトル                                                                 | 作詞・作曲                                                                                          | アーティスト                                            | 時間 |
| --------- | ------------------------------------------------------------------------ | --------------------------------------------------------------------------------------------------- | ------------------------------------------------------- | ---- |
| 1.        | 「好きにならずにいられない」(Can't Help Falling in Love)                 | ヒューゴ・ペレッティ （ 英語版 ） ルイージ・クレイトアー （ 英語版 ） ジョージ・ワイス （ 英語版 ） | A★TEENS                                                 | 3:06 |
| 2.        | 「ハワイアン・ローラーコースター・ライド」(Hawaiian Roller Coaster Ride) | マーク・ケアリイ・ホオマル （ 英語版 ） アラン・シルヴェストリ                                      | マーク・ケアリイ・ホオマル&カメハメハスクール児童合唱団 | 3:27 |
| 3.        | 「リロの歌」(He Mele, No Lilo)                                           | マーク・ケアリイ・ホオマル アラン・シルヴェストリ                                                   | マーク・ケアリイ・ホオマル&カメハメハスクール児童合唱団 | 2:28 |
| 合計時間: | 合計時間:                                                                | 合計時間:                                                                                           | 合計時間:                                               | 9:01 |

### チャート成績（A★TEENS版）
| チャート (2002年)                | 最高位 |
| -------------------------------- | ------ |
| オーストラリア (ARIA)            | 35     |
| オランダ (Single Top 100)        | 50     |
| スウェーデン (Sverigetopplistan) | 12     |

## その他の主なカバー
1969年、アンディ・ウィリアムスがカバー。フランデレン地域のシングルチャートで最高位25位、オランダのシングルチャートで最高位22位、全英シングルチャートで最高位3位を記録。
1976年、スタイリスティックスがカバーし、全英シングルチャートで最高位4位を記録。
1986年、リック・ザ・ティンズがカバーし、全英シングルチャートで最高位42位を記録。同カバーは1987年に公開された米国映画『恋しくて』のサウンドトラックとしてエンディングに流れている。
同年にはコリー・ハートもカバー・バージョンを発表しており、カナダの『RPM』誌のシングルチャートとアダルト・コンテンポラリー・チャートで第1位を獲得し、アメリカの『ビルボード』誌のHot 100とアダルト・コンテンポラリー・チャートで最高位24位を記録し、Music Canadaからゴールド認定を受けた。
2000年、Hi-STANDARDがシングル『Love Is A Battlefield』でカバー。『CDジャーナル』は、Hi-STANDARDによるカバー・バージョンについて彼らが感じた原曲の素晴らしさを、より分かりやすく、そしてより味わい深く、パンク・バンドならではのグルーヴで消化した逸品と述べている。
2006年、ラッセル・ワトソンがカバーし、全英シングルチャートで最高位69位を記録。
2015年、Dream Amiがシングル『ドレスを脱いだシンデレラ』で「Can't Help Falling in Love〜愛さずにいられない〜」というタイトルでカバー。エレクトロ調のアレンジで、原曲とは異なる女性目線で歌われている。日本語詞は小竹正人が手がけた。同年にはヘイリー・ラインハートによるカバー・バージョンがエクストラ ガムのCMソングとして使用された後、2015年10月9日に配信限定シングルとして発売された。ラインハートによるカバー・バージョンは、『ビルボード』誌のアダルト・コンテンポラリー・チャートで最高位17位、Adult Top 40で最高位31位、Digital Songsで最高位48位を記録し、アメリカレコード協会からゴールド認定を受けた。
2018年に公開された映画『クレイジー・リッチ!』のサウンドトラックとして、キナ・グラニスによるカバー・バージョンが使用された。
2022年に公開されたプレスリーの伝記映画『エルヴィス』のサウンドトラックとして、ケイシー・マスグレイヴスによるカバー・バージョンが使用された。